# Warre Borgmans
Eddy Ann Jozef (Warre) Borgmans (Mortsel, 19 februari 1956) is een Vlaamse (theater-, hoorspel- en stem)acteur en toneelregisseur.

## Levensloop
Borgmans ging naar het Sint-Gabriëlcollege waarna hij afstudeerde aan het Koninklijk Conservatorium Antwerpen. Hij was medeoprichter van Het Gezelschap Van De Witte Kraai. Nadien was hij verbonden met de theatergroep De Tijd, maar speelde ook bij de Blauwe Maandag Compagnie (o.a. Othello en Wilde Lea) en het NTGent. Bij De Tijd was hij onder meer acteur in de opvoeringen van Don Carlos, Torquato Tasso, De Fantasten, Zomergasten en Mijn Grafschrift. Borgmans heeft een lange carrière in het theater. In 1995 werd hij gelauwerd als beste theateracteur met de Louis d'Or. In 1987 was hij al laureaat van de theaterprijs Dr. Oscar De Gruyter.
Op het kleine scherm speelde Borgmans de CO (Commanding Officer) in Windkracht 10, de Belgische CEO in Het eiland, een "broeder Grimm" in Kulderzipken en had een hoofdrol in Stille Waters. In de VTM-televisieserie Zone Stad vertolkte hij de rol van korpschef Frederik Speltinckx. Als acteur in langspeelfilms speelde hij in de Blinker-films, Team Spirit 2 en Buitenspel.
In 1991 was hij panellid van het consumentenprogramma Raar Maar Waar.

## Privé
Borgmans is getrouwd en heeft twee kinderen; een zoon en een dochter. Hij is ook de oom van acteur Dimitri Leue.

## Werk

### Filmografie
- De Brusselse straatzanger (1978) - Lorca
- De Nieuwe Mendoza (1980) - Blinde
- Esmoreit (1980) - proloog
- Tango (1980) - Arthur
- Het Einde van de reis (1981) - Kwajongen
- De Potloodmoorden (1982) - Carl
- Gloriant (1982) - Eerste jongen
- Cello en contrabas (1982) - Luc
- De Man van twaalf miljoen (1982) - Stanny
- Na de liefde (1983) - Frank Neyts
- Les Années 8 (1983)
- Daar is een mens verdronken (1983) - Otto Heimier
- Het Ongeluk (1985)
- Oei Jacques (1989)
- De Leraarskamer (1991) - Coenen
- Republiek (1993)
- Beck - De gesloten kamer (1993) - Waterman
- Novacheck (1994) - Van Appel
- Max (1994) - Mijnheer Voet
- De (v)liegende doos (1995)
- Toy Story (1995) - stemacteur van Woody
- Tot ziens (1995) - Walter
- Kulderzipken (1996) - Broer Grimm
- Elixir d'Anvers (1996) - Deken
- Terug naar Oosterdonk (1997) - Politie-officier
- Windkracht 10 (1997-1998) - Jean Louis Hubert De Jonghe
- Het Peulengaleis (1999-2002) - verschillende rollen
- Blinker (1999) - Paps
- Toy Story 2 (1999) - stemacteur van Woody
- De Geheime dienst (2000) - Mauritz Hazelhoff
- Blinker en het Bagbag-juweel (2000) - Paps
- Nefast voor de feestvreugde (2000) - John
- Raf en Ronny III (2001) - God/zichzelf
- Pauline & Paulette (2001) - Syndic
- Chris & Co (2001) - Dirk-Jan
- Stille Waters (2001) - Herman
- Nefast voor de feestvreugde 2 (2001) - John
- Dennis (2002-2003) - Dokter Freilich
- Nefast voor de feestvreugde 3 (2002) - John
- De blauwe roos (2002) - kleine postbeambte
- Team Spirit 2 (2003) - Geert
- Team Spirit: De serie (2003, 2005-2006) - Geert
- Het eiland (2004-2005) - Rik Nallaerts
- Buitenspel (2005) - Dr. De Vlieger
- De Hel van Tanger (2006) - Jozef Van Zuylen
- Windkracht 10: Koksijde Rescue (2006) - Jean Louis Hubert De Jonghe
- Shrek the Third (2007) - stemacteur van Merlin
- Blinker en de Blixvaten (2008) - Paps
- Spoed (2008) - dokter Gerrit de Maeyer
- Van vlees en bloed (2009) - dokter Van Cauter
- David (2009-2010) - Ludo Wellens
- Oud België (2010) - Jack
- Zwart Water (2010) - Psychiater
- Zot van A. (2010) - begrafenisondernemer
- Toy Story 3 (2010) - stemacteur van Woody
- Anneliezen (2010) - verschillende rollen
- Zone Stad (2007-2010) - Korpschef Frederik Speltinckx
- De Ronde (2011) - Jean-Jacques Deckx
- All Stars 2: Old Stars (2011) - Franse politieofficier
- Groenten uit Balen (2011) - Bankdirecteur
- Hij komt, hij komt... De intrede van de Sint (2011-2014) - weerman Renaat Van Zon en (2015-heden) - kapitein Droogdockx
- Niko 2 (2012) - stemacteur van Speedy
- Salamander (2012-2013) - Commissaris Martin Colla
- Crème de la Crème (2013) - Willy Janssen
- Marina (2013) - mister Somers
- Deadline 25/5 (2014) - Lieven Koninckx
- Noord Zuid (2015) - Alain
- Ay Ramon! (2015) - Kapitein Droogdockx
- Wat mannen willen (2015) - familievader
- De Broers Van Bommel (2015) - Piet van Bommel
- Fake (2016) - Antoine
- De regel van 3S (2017-2019) - Dokter Erik Vingerhoets
- ZOOks (2018) - Koning Alexander
- Sinterklaas en de Wakkere Nachten (2018) - Kapitein Droogdockx
- Dag Sinterklaas (2019) - Kapitein Droogdockx
- Toy Story 4 (2019) - stemacteur van Woody
- F.C. De Kampioenen 4: Viva Boma (2019) - François
- Zie mij graag (2019-2020) - Jean-Philippe Bastaens
- Superette Anna (2020) - Dolf
- Zijn Daar Geen Beelden Van? (2022)  - verschillende rollen

### Televisie
- Raar Maar Waar (1991)
- Alles kan beter (1998)
- Het Peulengaleis (1999-2005)
- De Rederijkers (2001)
- Het Eiland als Rik Nallaerts (6 episodes, 2004-2005)
- De Slimste Mens ter Wereld (3 afleveringen, december 2006)
- Voor Eeuwig en Altijd (6 episodes, 2023)

### Gastoptredens
- Langs de Kade in aflevering 13, seizoen 1: De Terrorist (1993)
- Niet voor publikatie (1994) - Luc Merckx
- F.C. De Kampioenen (1999) - Charles
- Recht op Recht (2000) - procureur Masereel
- Flikken (2001) - Luc De Vidts
- Witse (2004) - Armand Peeters
- Halleluja! (2005) - Valentijn
- Matroesjka's (2005) - Dokter Van Looy
- De Wet volgens Milo (2005) - onderzoeksrechter
- De Kavijaks (2006) - Notaris/veilingmeester
- En daarmee basta! (2007) - Ronny
- Aspe (2006) - Peter Vervoort
- Witse (2008) - Procureur
- Click-ID (2009) - Johan Verboven
- Witse (2010) - Karel Robbrechts
- Dag & Nacht: Hotel Eburon (2010) - Karel Elewijt
- De jaren stillekes: praatgast (2010) - Adolf Hitler
- Zingaburia (2012) - Daan Saffraan
- Danni Lowinski (2012) - Mathias Kegels
- Quiz Me Quick (2012) - Uitvaartbegeleider
- Clan (2012) - Freddy De Wolf
- Aspe (2012) - Ernst Van Doren
- Code 37 (2012) - Michel Somers
- Ontspoord (2013) - Bisschop J. Vandenberghe
- Cordon (2014) - Directeur
- Vriendinnen (2015) - Ben Demuynck
- Vossenstreken (2015) - Herman Verhaelen
- Vermist (2015) - Willem Koch
- 't Schaep met de 5 pooten (2015) - Yves
- Buck (2018) - Manager
- Callboys (2019) - Dokter Walter
- De zonen van Van As (2020) - Ludo Lemmens
- GameKeepers (2021) - Marinus
- De Kotmadam (2022) - Bert Legrand
- Flikken Maastricht (2023) - Olivier Dubois, afl. "Vreemdgangers"
- Babyproof (2023) - Herman
- Interview met de geschiedenis (2023) - dokter Georg

### Theaterregie
- Uit liefde voor Marie Salat (1995)
- Raket naar de maan (1997)
- Misalliance (1999)
- Onbereikbare liefdes (1999)

### Theatervoorstellingen
- Het Lortcher-Syndroom (2010-) (samen met Dimitri Leue)
- Eindelijk! Hamlet (2010-)
- De diepte van het dal (2013-)
- De biecht van Liszt (2014-)
- Moord op de Oriënt Express (2022-)
- De Mannen Van De Golf (2023)
- Grysde (2024-2025)

### Musicals
- Zoo of Life (2018) als Max
- Scrooge (2018 - 2020) als Ebenezer Scrooge
- Gaston en Leo hommagemusical (2024) als Gaston Berghmans

### Hoorspelen vanHet Geluidshuis
- De Keizer, het Keukenmeisje en de Nachtegaal als verteller
- De Nachtegaal als verteller
- De Wilde Zwanen als verteller
- De Mestkever als verteller
- De Vlo en de Professor als verteller
- De Reisgenoot als verteller
- De Bremer Stadsmuzikanten als verteller
- De Zevenmijlslaarzen als verteller
- De Gouden Vogel (deel 1) als verteller
- Het Meisje met de Gouden Glimlach (deel 2) als verteller
- De Zevende Dienaar als verteller
- De Storm als verteller
- De Wereld Rond in 80 Dagen als verteller
- De Rattenvanger als verteller
- Margareta's Buren als verteller
- Reinaert De Vos als verteller
- De Gestolen Bruegel (audiogids) als Nonkel Rat
- Koning Odysseus als verteller
- Dracula als verteller
- Sneeuwwitje als verteller
- Drie Biggen en een Wolf als verteller
- De Haan Kantekleer als verteller
- Pinokkio als verteller